# Zaljev Kaugatoma
Zaljev Kaugatoma (est. Kaugatoma laht) je zaljev u okrugu Saare u Estoniji.
Istočno-južni dio zaljeva naziva se zaljev Ariste, a južni dio zaljev Lõu ili Lõo.
U zaljevu se nalazi nekoliko otočića, npr. Ooslamaa, Paasrahu, Võrkrahu.